# Famille Roulleaux-Dugage
La famille Roulleaux Dugage est une famille française originaire de la Vente-Roulleaux, à Beauchêne. Elle reste implantée dans le département de l'Orne, notamment à Rouellé et Saint-Bômer-les-Forges, aux alentours de Domfront.
Cette famille compte parmi ses membres plusieurs avocats, députés, et préfets.

## Personnalités
- Jacques-Michel Roulleaux (1712-1794) seigneur du Longuay et de la Vente, avocat, époux de Jeanne Postel, dame du Gage, de la famille de l'érudit Guillaume Postel.
  - Jean-Thomas Roulleaux (1758-1819), receveur des finances à Domfront, marié en 1789 avec Anne Heurtaux.
  - Jeanne Marguerite Roulleaux (1759), mariée en 1795 avec Jean-Charles Montembault-Massonnière.
  - Jacques Louis Denis Roulleaux (1761-1850), marié avec Marie Adélaïde Charlotte Jorré.
  - Nicolas Roulleaux, sieur du Gage (Beauchêne 1765 - Domfront 1837), conseiller de préfecture en 1801, puis sous-préfet d'Argentan en 1808. En 1801, il épouse Adélaïde Bertrand-L'Hodiesnère, fille de Charles-Amboise Bertrand-L'Hodiesnère, procureur du roi au bailliage de Falaise, député de l'Orne à la Convention, puis du Calvados au Conseil des Cinq-Cents[1]. Le domaine du Gage existe toujours et est un lieu-dit de la commune de Saint-Georges-de-Rouelley (Manche).
    - Henri Charles Roulleaux Dugage (1802-1870), préfet, président du conseil général de l’Orne, député bonapartiste de 1852 à 1870 comme député de l'Hérault [2], grand-officier de la Légion d'honneur par décret du 14 août 1866[3]. En 1840, il épouse Amélie-Palmyre Poncet, fille du baron Eugène Poncet et arrière petite-fille de Pierre-Augustin Caron de Beaumarchais. Il siège au sein de la droite bonapartiste pour la défense des libertés économiques (et non à l'extrême droite comme l'indique faussement le site de l'Assemblée nationale).
      - Georges Roulleaux-Dugage (1849-1887), « baron » Roulleaux-Dugage, député de 1885 à 1887 (droite bonapartiste et paysanne), épouse Suzanne Garnier (1856-1892), fille du député et préfet de l'Yonne, Étienne Henri Garnier.
        - Henri Georges Roulleaux-Dugage (1879-1932), « baron » Roulleaux-Dugage[4], député de 1910 à 1930 (droite conservatrice et paysanne). En 1913, il épouse Yvonne Parent, fille de Henri Parent.
          - Jacques Henri Christian Roulleaux-Dugage (1917-1993 à Lyvonnières, Rouellé), avocat à la cour de Paris, conseiller général de l’Orne, député en 1945-1946, vice-président de l'assemblée de l'Union Française (1946-1958), chevalier de la Légion d'honneur et de l'ordre du Mérite. En 1950, il épouse Colette Deschamps[5].
            - Marie-Thérèse Roulleaux-Dugage (1951), épouse Pierre de Beaulaincourt de Marles[6].
            - Charles-Henri Roulleaux Dugage (1954), diplômé de l'Institut d'études politiques, de l’École nationale d'administration (1980-1982), préfet, administrateur général des finances publiques[5]. En août 2000, il épouse Sylvie de Laguiche[5] (1962).
            - Odile Roulleaux-Dugage[6] (1956)
            - Nicolas Roulleaux-Dugage (1958), diplômé de l'Institut d'études politiques. En 2012, il est directeur financier, secrétaire général du Groupe Lanson-BCC. Il est marié à Séverine Berthault.
              - Adélaïde Roulleaux-Dugage, épouse d'Emmanuel d'Harcourt, propriétaires du Château d'Orcher

        - Georges Henri Roulleaux-Dugage (1881-1952), député de l'Orne de 1930 à 1942 (droite républicaine et sociale). En 1920, il épouse Marie de Goulaine (1891-1946), fille de Geoffroy de Goulaine, officier, puis sénateur, et de Jeanne de Perrien de Crenan.
          - Henri-Jean Roulleaux Dugage (1923-2012 à Toulon), contre-amiral de l'aéronautique navale (Commandeur de la Légion d'honneur, Commandeur de l'Ordre national du Mérite, croix de guerre TOE 2 palmes en tant que chef de la flottille de chasse 11F chargée d'appuyer les troupes françaises au sol assiégées sur le théâtre de la Bien-Dien-Phu). Il épouse en 1953 Marie-Caroline Petit de La Villéon (1928-2017)
            - Marie Roulleaux Dugage, mariée à Claude de Saint-Vincent[6].
            - Louis Roulleaux Dugage, ancien élève de  l’École centrale Paris, religieux de l'ordre de Prémontré.
            - Martin Roulleaux Dugage, ingénieur civil des Mines de Paris, marié en premieres noces à Nathalie Ricard, décédée, et en secondes noces à Laure Bouchard.
            - Étienne Roulleaux Dugage, ancien élève de l'École normale supérieure, agrégé d'histoire, ancien chef d'établissement du lycée Saint-Vincent de Rennes (2014-2023). Il épouse Catherine Marie Nicole Le Taillandier de Gabory.
            - André Roulleaux Dugage, avocat au barreau de Paris, ancien conseiller municipal d'Houilles, marié à Marie Duranel.

          - Christiane Roulleaux Dugage épouse Jean Louis Lhéritier.
          - Alain Roulleaux Dugage (1926) épouse Catherine de Secondat de Montesquieu (1933)
            - Adrien Roulleaux Dugage (1972)

    - Azalaïs Marie-Louise Roulleaux Dugage (1812-1877), mariée le 4 février 1836 avec l'écrivain et poète Jules Lefèvre-Deumier (1797-1857).
      - Maxime Lefèvre-Deumier (1837-1875), comte de Pons en 1860 à la mort de son père adoptif le comte Charles Pierre "Gaspard" de Pons.
      - Lazare Eusèbe Lefèvre-Deumier (1842-1882).

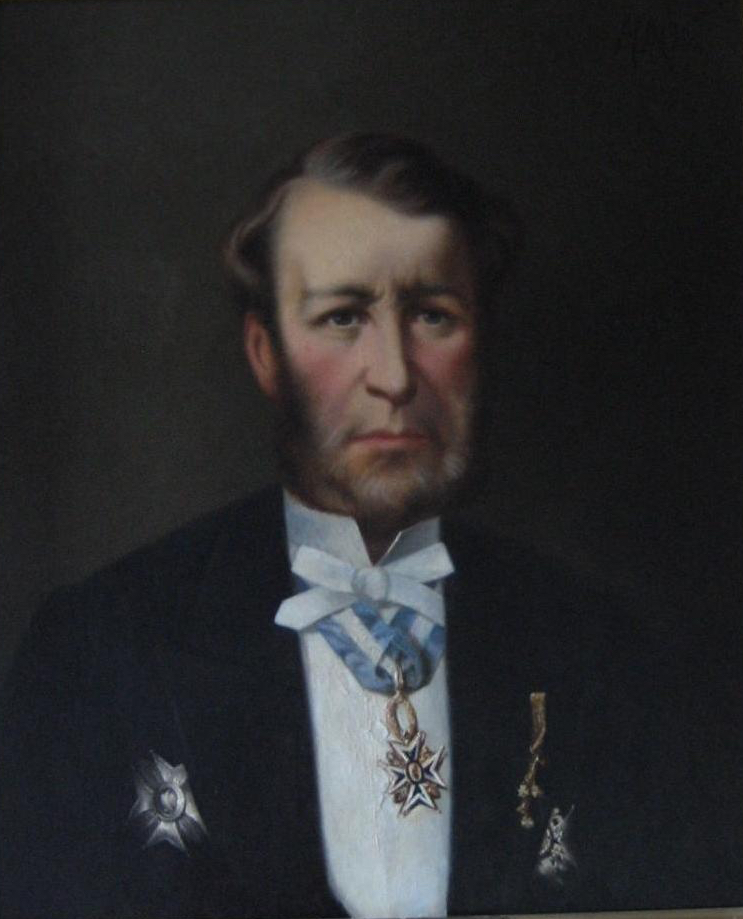
Henri Charles Roulleaux Dugage (1802-1870)
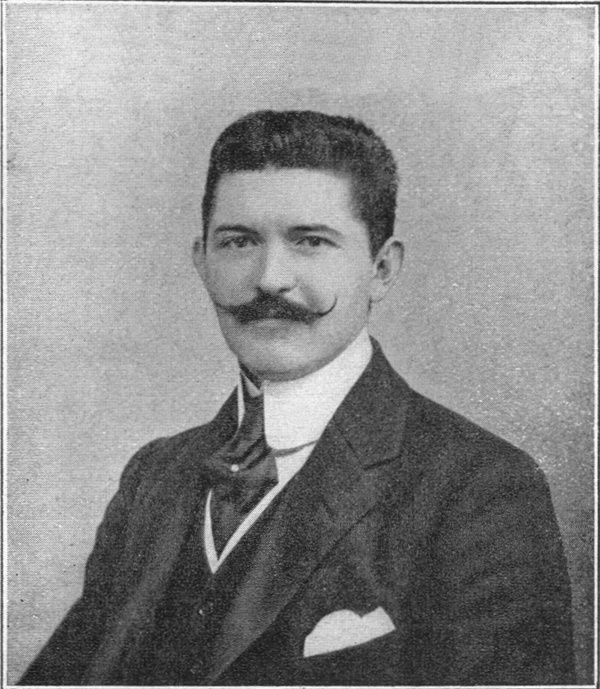
Henri Georges Roulleaux-Dugage (1879-1932)
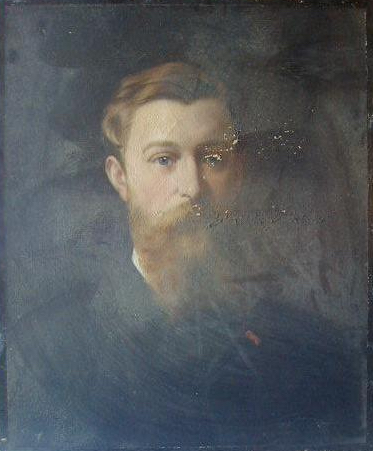
Georges Henri Roulleaux-Dugage (1881-1952)

## Demeures & châteaux

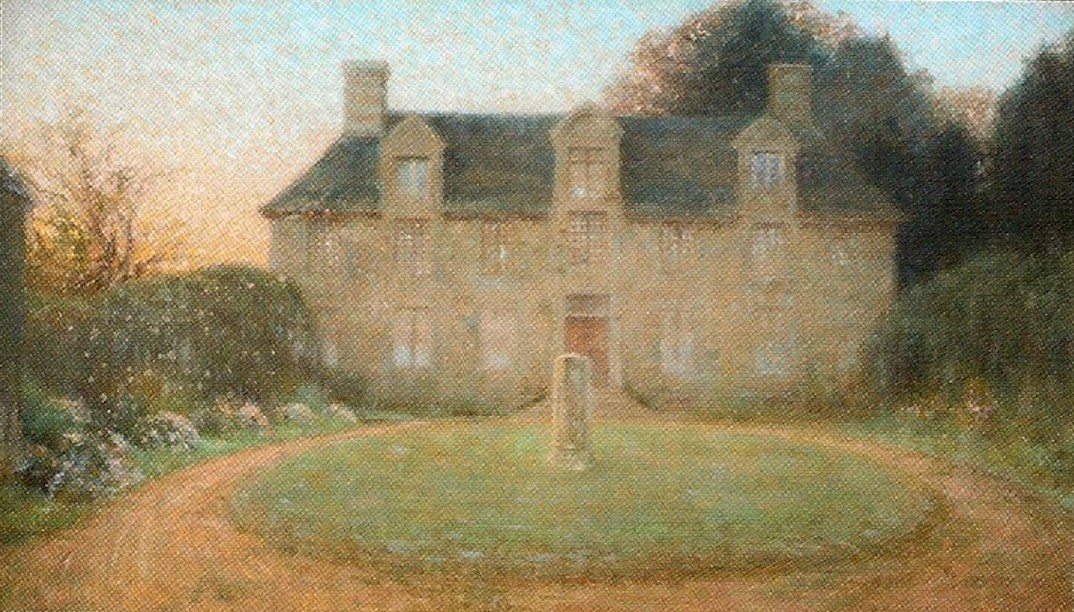
Manoir de la Bérardière
- Manoir de Lyvonnière

- Manoir de la Bérardière

## Armes
| Image | Armoiries |
| ----- | --- |
|       | En 1847, à la mort du baron Antoine-Arthur Poncet, la famille Roulleaux Dugage abandonne ses anciennes armes (d’argent à un chef d’azur chargé de 3 roues d’or), et porte par succession celles des barons Poncet (Parti d'azur et d'argent ; le 1er à la fasce, accompagnée, en chef d'une flèche et en pointe d'une ancre, le tout d'or ; le second, à la bande, accompagnée de deux molettes d'éperon, le tout de gueules : au chef du même, chargé de deux épées d'argent, montées d'or et passées en sautoir). Antoine-Arthur (Antoine Jean André Arthur) Poncet, né à Paris le 7 janvier 1817, avait obtenu confirmation du titre de baron par ordonnance du roi Louis-Philippe Ier en date du 11 décembre 1843. En effet, son grand-oncle, Antoine François Poncet, général de brigade, préfet de l'Empire, fut fait baron de l'Empire sans lettres patentes et sur promesse de constitution d'un majorat, par décret impérial du 2 janvier 1814, puis créé baron héréditaire sur institution d'un majorat par lettres patentes du roi Louis XVIII le 19 avril 1817. Le général-baron Poncet portait: d'azur, à la fasce d'or, accompagnée en chef d'une épée haute en pal d'argent, et en pointe, d'une ancre du même. Mort en 1847, sans descendance, le baron Antoine-Arthur Poncet, avait manifesté le désir de transmettre ses armes et son titre aux enfants de sa sœur Amélie-Palmyre, épouse du député de l’Hérault Henri Charles Roulleaux Dugage. |